# كارلو بونابرت

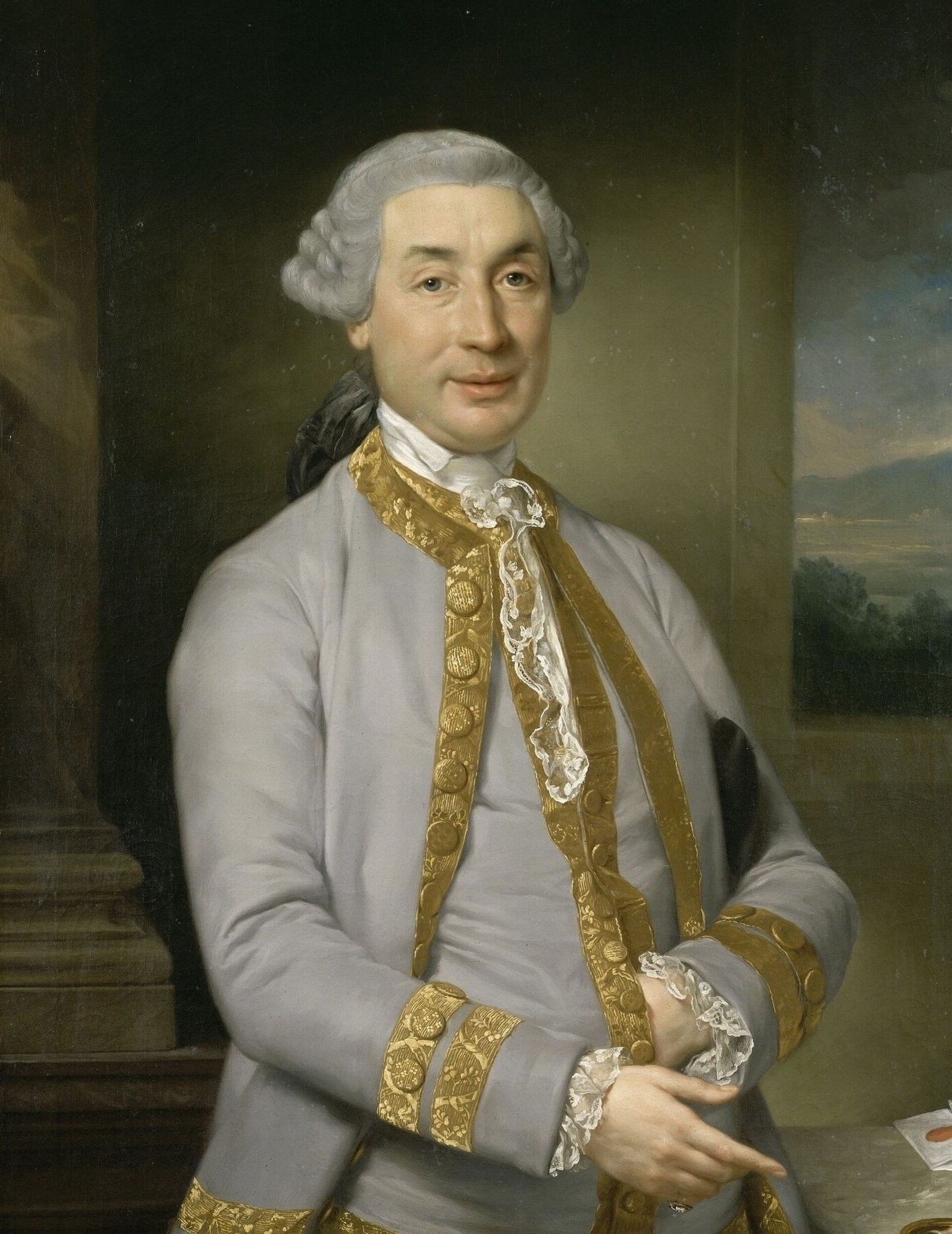
Carlo Buonaparte

كارلو بونابرت (27/29 مارس 1746 - 24 فبراير 1785) كان محاميًا كورسيكيًا وسياسيًا عمل لفترة قصيرة كمساعد شخصي للقائد الثوري باسكال باولي، وارتقى في نهاية المطاف ليصبح ممثل كورسيكا في بلاط لويس السادس عشر. بعد وفاته أصبح نابليون ابنه إمبراطور فرنسا، وتلقى العديد من أبنائه الآخرين ألقابًا ملكية من أخيهم.